# خرديل مبذول
خِرْدِيل فيرجينية أو مبذول أو شائع هو طائر متوسط الحجم شفقي أو طائر ليلي من الأمريكتين ضمن جنس الخرديل وفصيلة السبد، والذي يُميَّز عن غيره من تغريده وصوته. يألف حواشي الأحراج وضفاف الأنهر والحقول المزروعة ويرتاد المدن في الليل حيث يكثر الفراش والبعوض حول الأنوار الساطعة. جسمه معتدل يطول نحو ٢٣ سم. ثوبه إلى الطحلة السمراء يعلوها تجذيع أبيض ورقشة شهباء. حدقة عينه كستينة اللون. سباله معتدل الكثافة والطول. منقاده واسع الشدق منعقف البهرة. جناحه مستطيل ذلق. ذنبه فارق الطرف. طيرانه خفيف الحركة سريعها، يجيد التحليق والتصعيد والانقضاض. قوته الحشرات المختلفة من أي رتبة كانت. عشه أفحوص يدبره في التربة بين الأعشاب. الأنثى تضع من بيضتين إلى ثلاث بيضات تحضنها بمناوبة الذكر نحو ١٨ يومًا.

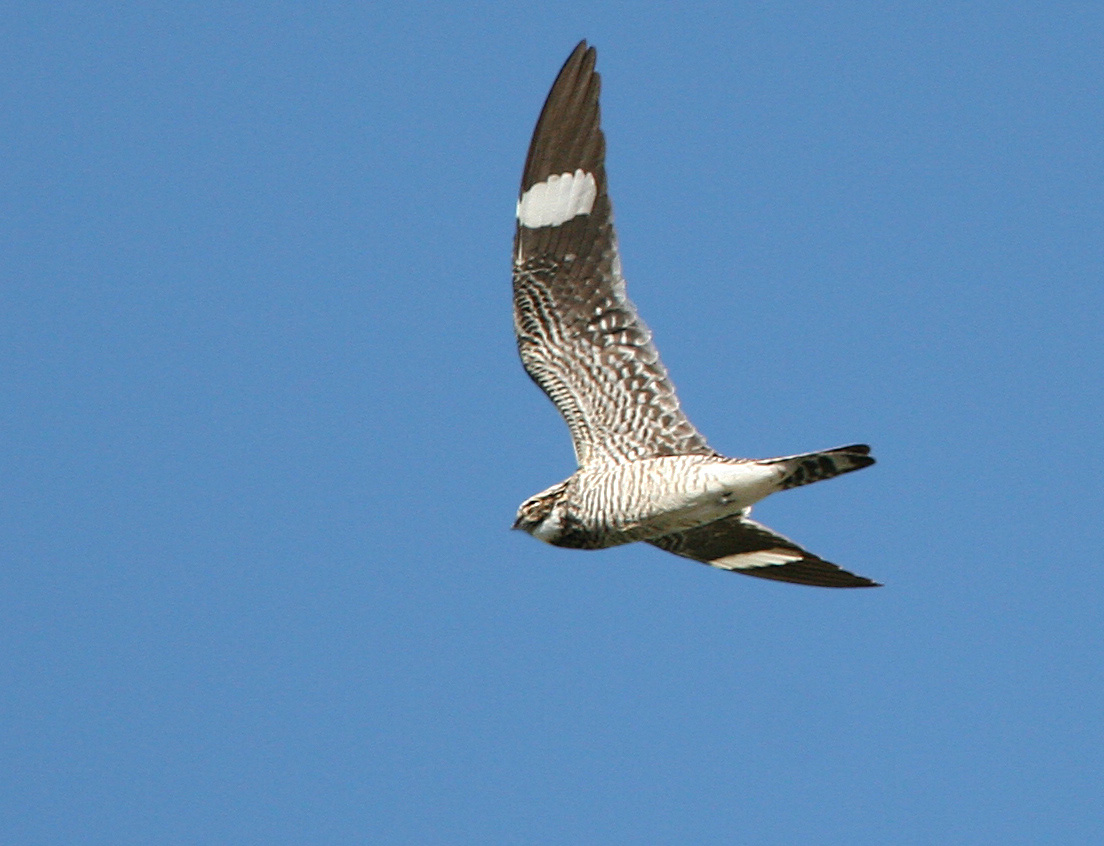
أثناء الطيران تظهر قضبان الجناح البيضاء المميزة
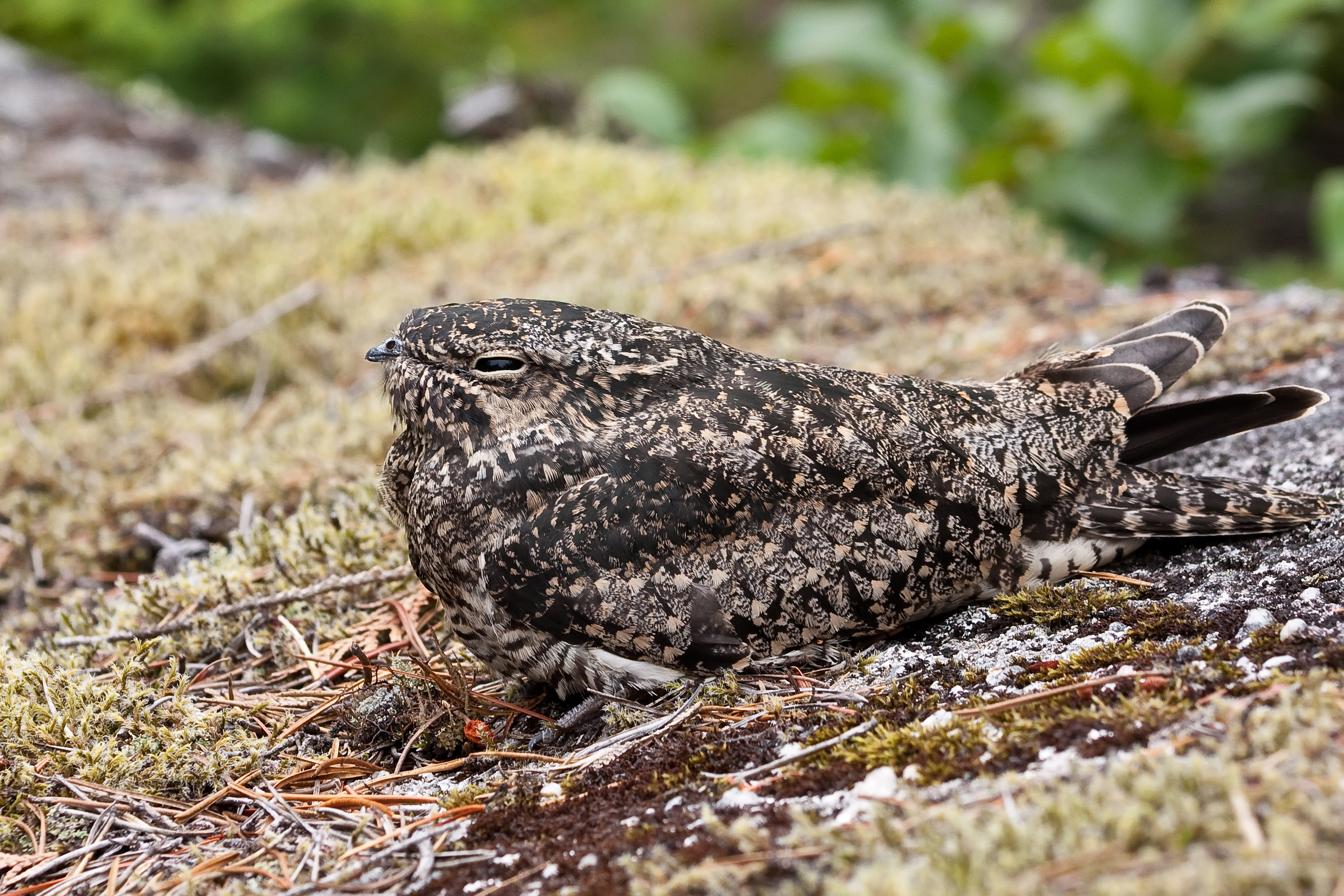
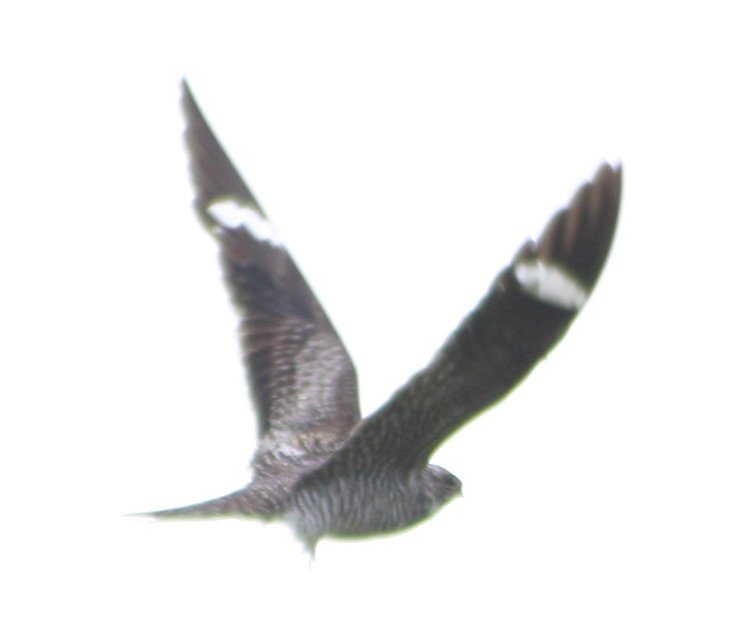
خرديل مبذول بالقرب من ميامي، فلردة
- صوت الخرديل المبذول